# Sylvère Declerck
Sylvère Declerck (Brugge, 8 januari 1934 - 5 juli 2018) was een Belgisch kunstschilder en burgemeester van Blankenberge.

## Levensloop
Declerck was een zoon van Vital Declerck (Beernem, 1902 - Oostkamp, 1987) en Alida Pollefliet (Oostkamp, 1904 - 1962). Hij bracht zijn jeugd in Oostkamp door en trouwde in 1957 met Rosa Rooseboom. Ze kregen een zoon en twee dochters.
Hij haalde zijn onderwijzersdiploma in 1953 aan de Rijksnormaalschool in Blankenberge en werd onderwijzer (1955-1972) en inspecteur van het basisonderwijs (1972-1989).
Hij werd voor de SP voorzitter van het OCMW van Blankenberge (1981-1986) en burgemeester van deze stad (1986-1994). Het werd een burgemeesterschap met grote tegenstellingen binnen de coalitie van socialisten en liberalen. Declerck heeft in zijn memoires op ongenadige wijze de gevoerde strijd beschreven.

## Kunstschilder
Naast zijn professionele loopbaan werd Declerck kunstenaar, voornamelijk kunstschilder. Hij bleef dit zijn leven lang, vanaf 1995 voltijds. 
Hij werkte in opeenvolgende ateliers:
- in Oostkamp,
- In Brugge, Speelmansrei,
- in Blankenberge, Rogierlaan, 10,
- in Blankenberge, Jules de Troozlaan, 25,
- in Blankenberge, Waterkasteelstraat, 14,
- in Uitkerke, op een hooizolder in de polders,
- in Brugge, Molenmeers, 66.

### Schilderwerk
Een halve eeuw schilderen bood ruimte voor heel wat evoluties in het werk van de kunstenaar.
Expressionisme was de eerste uitdrukkingswijze van Declerck, onder de invloed van Constant Permeke. Hij schilderde portretten, zoals Moeder op haar sterfbed en Portret van Ivo Naessens. Zijn voornaamste belangstelling ging naar polderlandschappen en zeegezichten, die voor hem een grote inspiratiebron werden.
Vanaf 1968 koos Declerck voor de geometrische abstractie, in de vorm van constructivistische lijnen en bollen. Hij deed dit in een eigen taal wat betreft vorm en kleur.
Vervolgens keerde Declerck stilaan terug naar het figuratieve, met een reeks schilderijen gewijd aan de knotwilg, zonder echter de abstractie te verlaten.

### Vensterwerken
In 1998 plaatste Declerck een brandglazen bas-reliëf bovenaan de gevel van zijn gerenoveerd Brugs huis in de Molenmeers.
In 2002, jaar van Brugge als Europese culturele hoofdstad, was zijn inbreng het plaatsen van zes gelijkaardige brandglazen bas-reliëfs tegen evenzoveel woningen in de Molenmeers.

### Sylver Birds
De Sylver Birds (Sylver zoals Sylvère) was een kunstproject dat los stond van het schilderen. Het werd een aparte creatie van Declerck.
Het begon met twaalf vliegende vogels, ganzen in polyester, die in 2007 werden opgesteld in de tuin van het Guido Gezellemuseum. Een honderdtal vogels werd opgesteld, achtereenvolgens langs de Kazernevest, het Koning Albertpark, de Potterierei-Langerei. Ze werden het voorwerp van vandalisme.
Sylver Birds waren op heel wat plaatsen te zien: op daken van huizen, voor industriële gebouwen, in parken en voortuinen enz.

### Deuren
In 1998 schilderde Declerck De twee kanten, waarin hij een binnen- en een buitenkant van een deur kleurrijk weergaf. 
In 2008 begon hij aan zijn deurenproject, een twintigtal schilderijen rond het thema 'deuren'. De deur werd een inspiratiebron: de huisdeur als naamkaartje, als uithangbord van een gebouw.

## Publicaties
- Een kunstenaar in de politiek, Kortrijk, Groeninge, 2006.
- Een burgemeester-kunstenaar en het verdriet van Blankenberge, Kortrijk, Groeninge, 2017.